# Scudo baltico

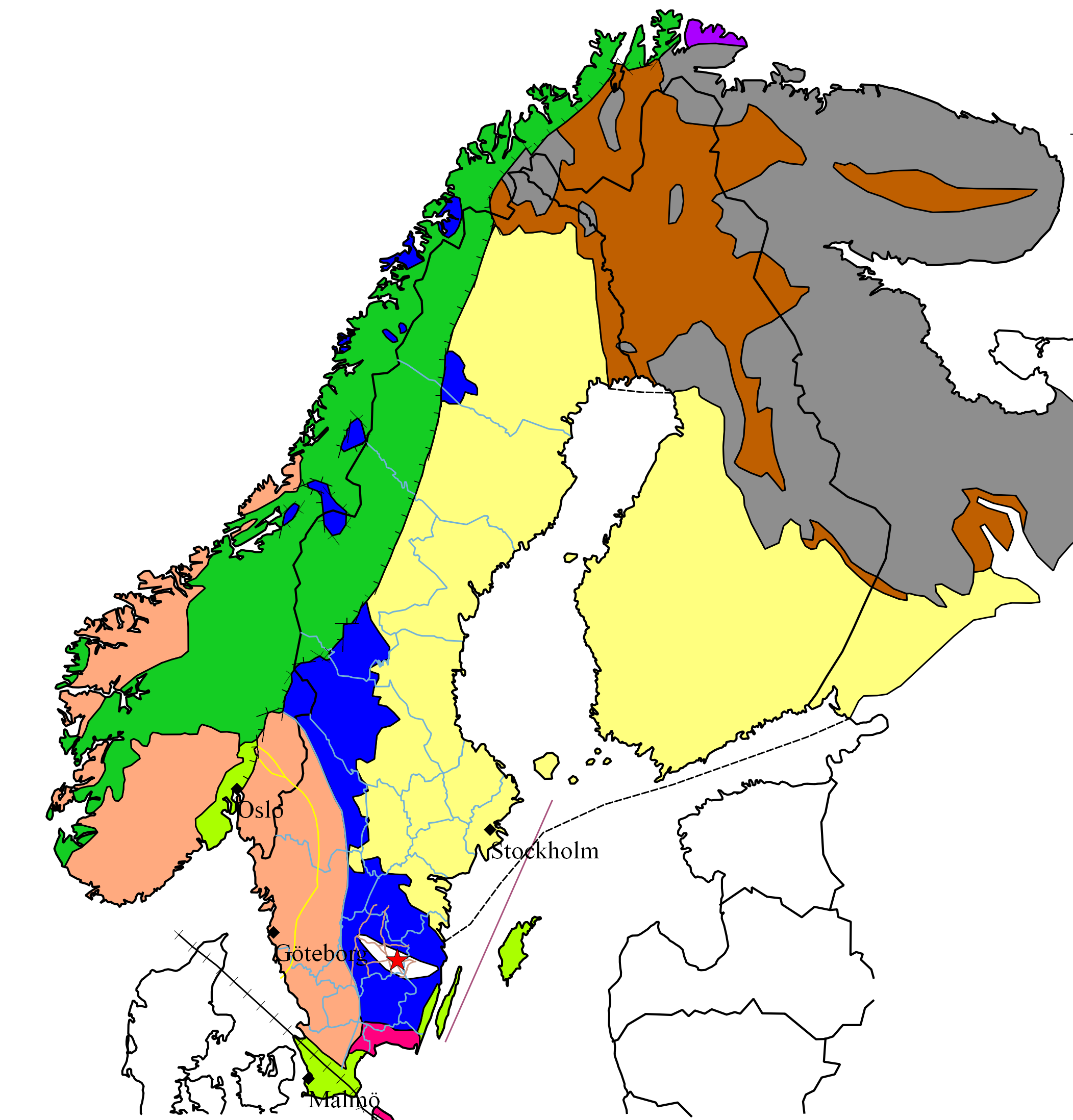
Carta strutturale schematica

Per scudo baltico si intende un'estesa massa continentale, prevalentemente granitica, di origine precambriana che occupa gran parte dell'Europa settentrionale. È tra i territori più antichi del continente dal punto di vista geologico. Ne fanno parte la Norvegia, la Svezia, la Finlandia e la Danimarca, nonché Carelia, penisola di Kola, Estonia e Lettonia. È compreso anche il bacino del mar Baltico.
Lo scudo baltico è caratterizzato da un orlo occidentale più elevato - le Alpi scandinave - e una vasta depressione centrale, occupata dal mar Baltico.
Durante le glaciazioni lo scudo baltico fu coperto e depresso da immensi ghiacciai, che hanno lasciato una sottile copertura di materiale glaciale (morene, massi erratici ecc.) e innumerevoli laghi e corsi d'acqua. È stato l'effetto del peso di questi ghiacciai a produrre la depressione centrale; oggi, dopo lo scioglimento dei ghiacciai, è in corso un rimbalzo isostatico che provoca un lento innalzamento delle terre emerse e dei fondali marini.
Lo scudo baltico è suddiviso in diverse settori sulla base dell'analisi radiometrica:
- Kola o Samidi: ultima orogenesi 2,6-2,8 Ga
- Belomore: ultima orogenesi 2,0 Ga
- Carelia e Svecofennia: ultima orogenesi 1,8 Ga
- Sveconorvegia o degli gneiss sud-occidentali: ultima orogenesi 1,0 Ga